# Freedom Park (Omaha, Nebraska)
Pour les articles homonymes, voir Freedom Park.
Le Freedom Park est un parc extérieur et un musée maritime situé dans la marina du Grand Omaha, sur la rive du fleuve Missouri, dans la section East Omaha d'Omaha, dans le Nebraska.

## Description
Il présente de nombreux avions militaires et pièces d'artillerie ainsi que ses deux principales expositions, le dragueur de mines de la Seconde Guerre mondiale USS Hazard (AM-240) et le sous-marin d'entraînement de l'époque de la guerre froide USS Marlin (SST-2). Le parc a fermé à la suite d'inondations le long du fleuve Missouri en 2011, mais a rouvert le 7 octobre 2015 après quatre ans de travaux de restauration et de nettoyage.

## Exposition
- USS Hazard (AM-240) (Classe Admirable)
- USS Marlin (SST-2) (T-1-class submarine)
- USS Towers (DDG-9) (Gig)
- Douglas A-4C Skyhawk (numéro de série US Navy BuNo 149618)[1]
- LTV A-7D Corsair II (AF serial no. 69-6191)[2]
- Sikorsky HH-52A Seaguard (USCG 1370) [3]

### Plaques signalétiques
- USS Huntington (CL-107)
- USS Dayton (CL-105)
- USS Thetis Bay (CVE-90)
- USS Houston (CL-81)
- USS Conger (SS-477)
- USS William T. Powell (DE-213)
- USS Spangenberg (DE-223)
- USS Sarda (SS-488)
- USS Toro (SS-422)
- USS Corsair (SS-435)

### Ancres
- USS Decatur (DD-341)
- USS Wasp (CV-18)
- USS General A. W. Brewster (AP-155)

Auparavant, le Landing Ship Medium USS LSM-45 était ancré dans le parc, mais il a été déplacé en Caroline du Nord au printemps 2004.[6]

## Galerie
|             |
| USS Marlin. |

|                       |
| Douglas A-4E Skyhawk. |

|                     |
| LTV A-7 Corsair II. |

|                           |
| Sikorsky HH-52A Seaguard. |